# 152320 Lichtenknecker
152320 Lichtenknecker è un asteroide della fascia principale. Scoperto nel 2005, presenta un'orbita caratterizzata da un semiasse maggiore pari a 3,0735168 UA e da un'eccentricità di 0,1120624, inclinata di 2,68865° rispetto all'eclittica.